# Юледур (Куженерский район)
Юледур (мар. Йӱледӱр) — село в Куженерском районе Республики Марий Эл. Административный центр Юледурского сельского поселения.

## География
Находится в северо-восточной части республики Марий Эл на расстоянии приблизительно 15 км на восток от районного центра посёлка Куженер.

## История
Основано как деревня в 1800—1810 годах русскими переселенцами из Уржумского и Орловского уездов. В 1825 году здесь была построена Петропавловская церковь, перевезённая из деревни Старый Юледур, и деревня стала селом Юледур. В 1938 году церковь была закрыта и разрушена. В 1960-х-1970-х годах в селе было построено много объектов производственной и социальной инфраструктуры, в том числе школа, дом культуры, больница и проч. В советское время работали колхозы «Зерно» и «Искра».

## Население
Население составляло 577 человек (мари 64 %, русские 33 %) в 2002 году, 513 в 2010.